# Monique Salfati
Monique Salfati (18 mei 1945) is een voormalig tennisspeelster uit Frankrijk. Nadat zij getrouwd is met de Italiaanse tennisspeler Gaetano Di Maso nam zij de Italiaanse nationaliteit aan.
Op Wimbledon 1963 won Salfati de finale van het meisjes-enkelspel van de Australische Kaye Dening. Eerder dat jaar had ze ook de meisjesfinale van Roland Garros 1963 gewonnen.
In 1967 en 1968 kwam ze voor Frankrijk uit op de Fed Cup; in 1974 voor Italië.